# NGC 7778
NGC 7778 je eliptická galaxie v souhvězdí Ryb. Její zdánlivá jasnost je 12,7m a úhlová velikost 1,0′ × 1,0′. Je vzdálená 239 milionů světelných let, průměr má 70 000 světelných let. Galaxii objevil 12. listopadu 1784 William Herschel.